# Маршал (окръг, Оклахома)
Вижте пояснителната страница за други значения на Маршал.
Окръг Маршал (на английски: Marshall County) е окръг в щата Оклахома, Съединени американски щати. Площта му е 1106 km², а населението – 13 184 души (2000). Административен център е град Мадил.